# Clementine Wallin
Clementine Wallin, född Noring 1796 i Västergötland, död 7 februari 1872, var en svensk målare.

## Biografi
Hon var dotter till expeditionssekreteraren och målaren Jonas Noring och Sophia Maria Lamberg samt från 1825 gift med domprosten Josef Wallin och syster till miniatyrmålaren Timoleon Noring. Hon fick sin grundläggande utbildning i måleri av sin far och blev på 1830-talet känd som en skicklig kopist. Hennes egen konst består huvudsakligen av porträtt.